# Тебе-Тебе
Тебе-Тебе (англ. Tebe-Tebe) — одна з місцевих громад, що розташована в районі Береа, Лесото. Населення місцевої громади у 2006 році становило 16 533 особи.